# Banco Republicano da Transnístria
O Banco Republicano da Transnístria  ou Banco Republicano Pridnestroviano - BRP (em russo:  Приднестровский республиканский банк - ПРБ, transl. Pridnestrovskiy respublikanskiy bank - PRB; em romeno:  Banca Republicană Transnistreană; em ucraniano:  Приднiстровський Республiканський Банк) é o banco central da Transnístria. Ela emite sua própria moeda, o Rublo da Transnístria e também uma série de moedas memoriais de ouro e prata, entre elas The Outstanding People of Pridnestrovie.
Em outubro de 2006, o banco inaugurou uma nova sede de 40.000 pés quadrados (3.700 m2) em Tiraspol.

## História
- Em 22 de dezembro de 1992, o Conselho Supremo da RMP adotou a Lei "Sobre o Banco do Estado" e, para agilizar o trabalho do sistema bancário da república, decidiu criar o Banco Republicano Pridnestroviano.
- Em 1994, sua própria moeda, o rublo da Transnístria, entrou em circulação.
- Em 2000, foram colocadas em circulação as primeiras moedas comemorativas do BRP, nas denominações de 25 e 50 rublos, dedicadas ao 10º aniversário da República Moldava Pridnestroviana.
- Em 1º de janeiro de 2001, o rublo da Transnístria foi denominado rublo.
- 18 de novembro de 2005 em Tiraspol abriu sua própria casa da moeda.[3]
- Em outubro de 2006, o BRP inaugura um novo prédio para o Banco.
- Em 7 de maio de 2007, o Conselho Supremo da República Moldava Pridnestroviana adotou uma nova lei “Sobre o Banco Central da RMP”.
- Em 22 de dezembro de 2007, novas cédulas modificadas da amostra de 2007 foram colocadas em circulação.[4]

## Presidentes do Banco Republicano da Transnístria
- Vyatcheslav Zagryadsky (22 de dezembro de 1992 - 1995);
- Vitaly Kanysh (1995) - Interino;[5][6]
- Vladimir Borisov (1995-1997) - Interino;[7]
- Oleg Natakhin (1997 – 13 de abril de 1998);[8]
- Eduard Kosovsky (13 de abril de 1998 – 2005);[9]
- Aleksei Melnik (2005) - Interino;
- Eduard Kosovsky (2005 – 16 de julho de 2007);[10]
- Aleksei Melnik 16 de julho de 2007 - 23 de abril de 2008) - Interino;
- Oxana Ionova (23 de abril de 2008 - 30 de dezembro de 2011);
- Olga Radulova (30 de dezembro de 2011 – 1 de fevereiro de 2012) - Interino;
- Eduard Kosovsky (1 de fevereiro de 2012 - 17 de dezembro de 2016);
- Vladislav Tidva (17 de dezembro de 2016 - presente).